# Nohair Al-Shammari
Nohair Al-Shammari (en árabe: نهير محسن زياد الشمري‎; Al Jahra, Kuwait; 12 de julio de 1976) es un exfutbolista de Kuwait que jugaba en la posición de defensa.

## Carrera

### Club
| Periodo   | Club                |
| --------- | ------------------- |
| 1996-1999 | Al-Sulaibikhat SC   |
| 1998-1999 | → Al-Arabi (cedido) |
| 1999–2011 | Qadsia SC           |
| 2011–2012 | Al-Salmiya SC       |

### Selección nacional
Jugó para Kuwait en 109 partidos de 1996 a 2009 y anotó dos goles; participó en dos ediciones de la Copa Asiática y en dos ediciones de los Juegos Asiáticos.

## Logros
- Liga Premier de Kuwait (6): 2002–03, 2003–04, 2004–05, 2008–09, 2009–10, 2010–11
- Copa del Emir de Kuwait (5): 1998-99, 2002–03, 2003–04, 2006–07, 2009–10
- Copa de la Corona de Kuwait (6): 1998-99, 2002, 2004, 2005, 2006, 2009
- Copa Federación de Kuwait (4): 1998-99, 2007–08, 2008–09, 2010–11
- Supercopa de Kuwait (2): 2009, 2011
- Copa Al Kurafi (1): 1998-99
- Copa de Clubes Campeones del Golfo (2): 2000, 2005